# Temppeliaukio-kerk
De Temppeliaukiokerk (ook wel Rotskerk genoemd) is een kerkgebouw en toeristische bezienswaardigheid in Helsinki, in de wijk Etu-Töölö (iets ten westen van het stadscentrum).
De kerk werd in 1969 gebouwd door de architecten Timo en Tuomo Suomalainen. Eerst werd er in een rotsheuvel met explosieven een gat geblazen, waarna de opening aan de bovenkant werd afgedekt met een koepel van glas en koper. De wanden van de kerk bestaan uit onafgewerkte rotsen.
Naast geloofscentrum wordt de kerk ook veel gebruikt voor concerten vanwege haar uitstekende akoestiek.

## Galerij

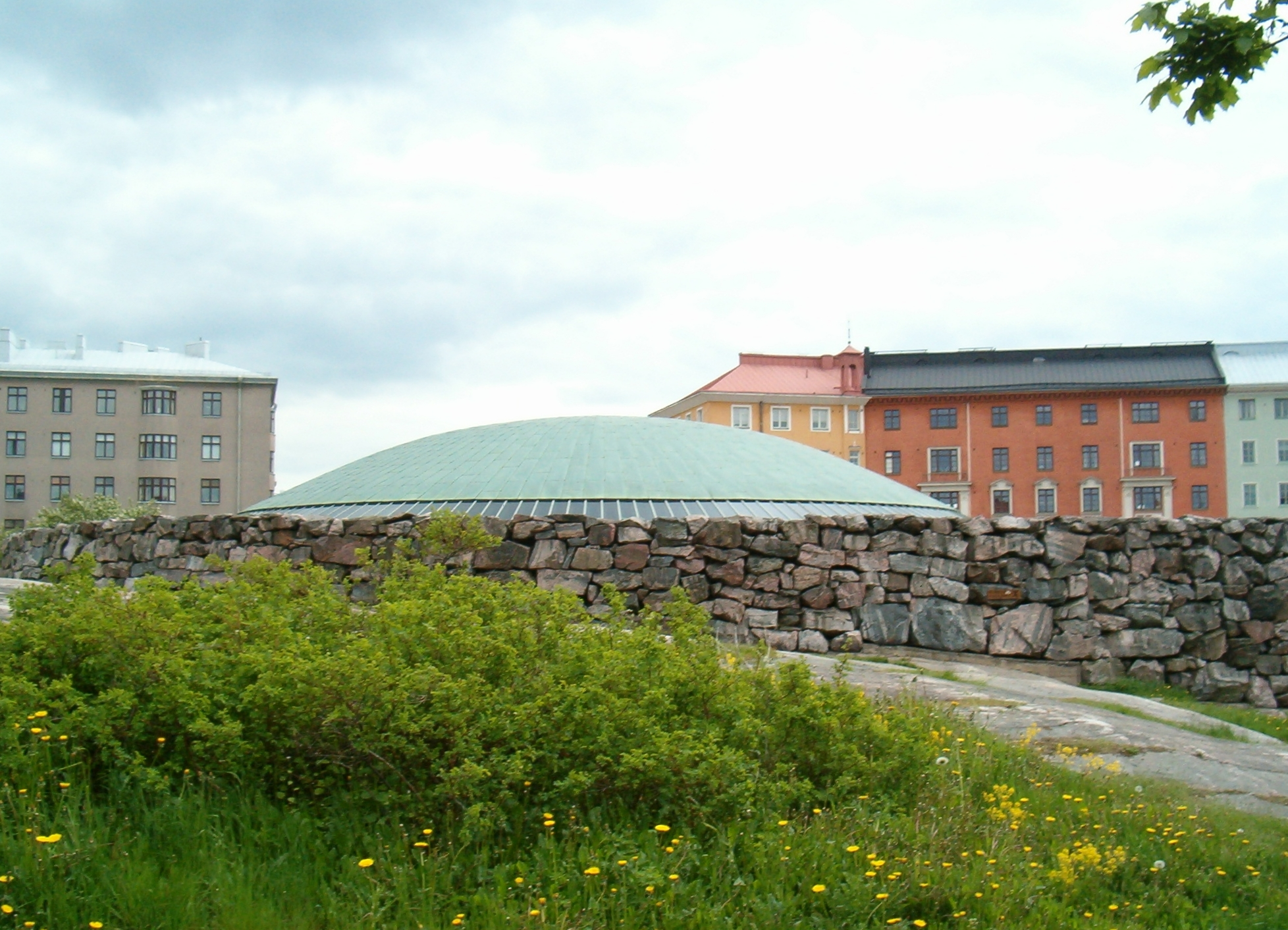
Dak (buiten)
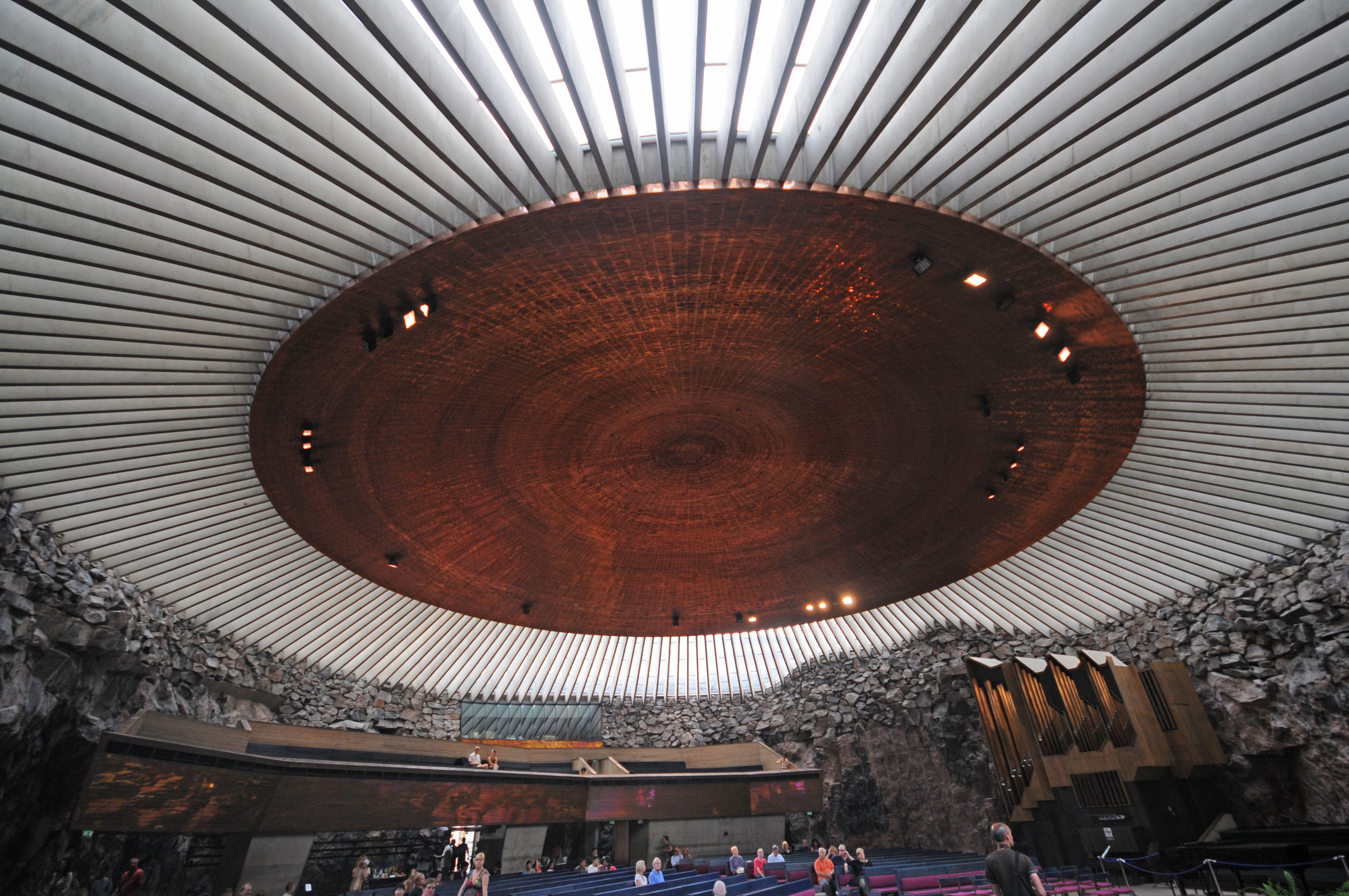
Dak (binnen)
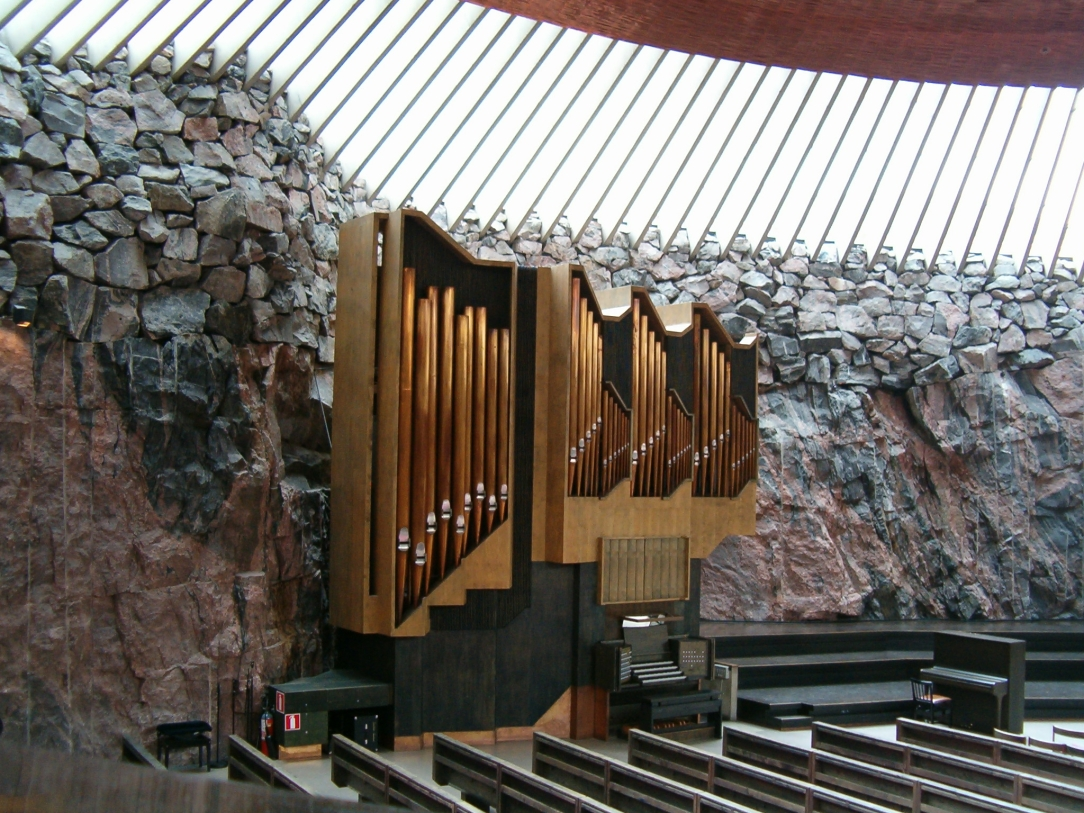
Orgel
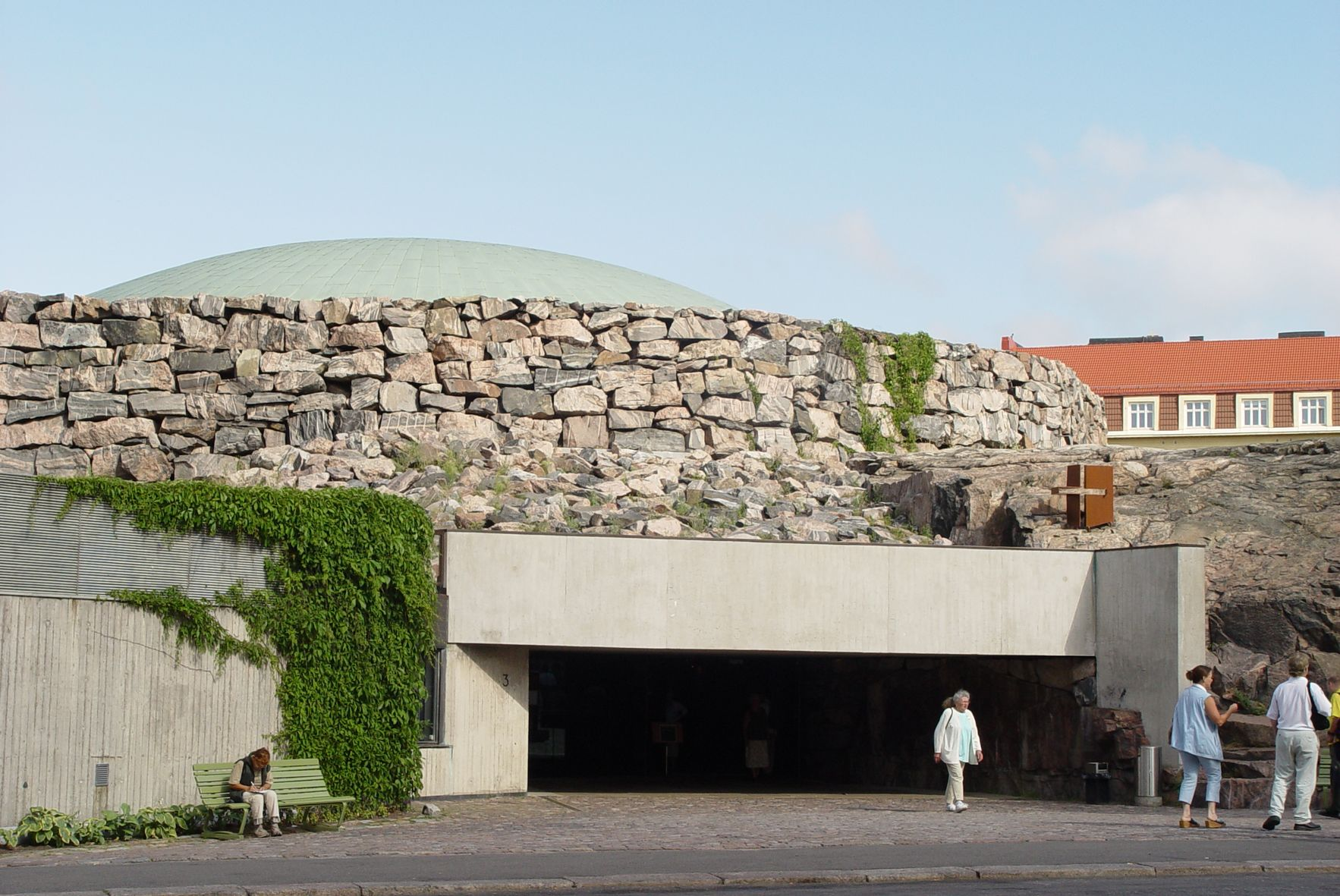
Ingang